# Grammia quadranotata
Grammia quadranotata är en fjärilsart som beskrevs av John Kern Strecker 1878. Grammia quadranotata ingår i släktet Grammia och familjen björnspinnare. Inga underarter finns listade i Catalogue of Life.